# Österlenpartiet
Österlenpartiet (ÖstP eller ÖP) är ett politiskt parti registrerat för val till kommunfullmäktige i Simrishamns kommun.

## Historik
Partiet bildades 1973 under namnet Kommunens väl. I valet 1976, fram till innan valet 2002, användes namnet Kommunens väl - Centrumdemokraterna. I april 2002 bytte partiet namn till Österlenpartiet. Nystarten ledde till förändringar inom partiet, och hopp om att tvätta bort sin högerstämpel. Efter valet 2010 bildade Österlenpartiet majoritetsgrupp tillsammans med allianspartierna i Simrishamn kommun.
Partiets logotyp är tre flygande duvor, varav två svarta och en vit som flyger åt öster, samt partinamnet till höger om detta.

## Valresultat
| År   | Röster | %    | Mandat  | Ref    |
| ---- | ------ | ---- | ------- | ------ |
| 1973 |        |      | 2 av 49 | [ 6 ]  |
| 1976 |        |      | 2 av 49 | [ 6 ]  |
| 1979 |        |      | 4 av 49 | [ 6 ]  |
| 1982 |        |      | 3 av 49 | [ 6 ]  |
| 1985 |        |      | 2 av 49 | [ 6 ]  |
| 1988 |        |      | 3 av 49 | [ 6 ]  |
| 1991 |        |      | 6 av 49 | [ 6 ]  |
| 1994 |        |      | 5 av 49 | [ 6 ]  |
| 1998 |        | 7,46 | 4 av 49 | [ 6 ]  |
| 2002 | 1 089  | 9,49 | 5 av 49 | [ 7 ]  |
| 2006 | 936    | 7,72 | 4 av 49 | [ 8 ]  |
| 2010 | 974    | 7,65 | 4 av 49 | [ 9 ]  |
| 2014 | 848    | 6,52 | 3 av 49 | [ 10 ] |
| 2018 | 418    | 3,13 | 2 av 49 | [ 11 ] |
| 2022 | 456    | 3,45 | 1 av 41 | [ 12 ] |